# Keratofir
Keratofir je splošno ime za vse predorninske ali žilne kamnine z vtrošniki glinencev, med katerimi prevladuje albit, in obarvanih mineralov, po navadi biotita, včasih tudi diopsida. Osnovna masa je kompaktna in sestavljena večinoma iz izometričnih ali raztegnjenih mikrolitov albita. 
Kremenov keratofir, ortoklazni keratofir itd. so kamnine, ki vsebujejo poleg albita tudi omenjene svetle minerale. 
Keratofirji so običajno genetsko povetani s spiliti, na primer s preperelim bazaltom, ki je nastal s podmorskimi izlivi lave in se v plasteh izmenjuje z morskimi sedimenti.

## Vira
- Keratophyre. Dictionary of Mining, Mineral, and Related Terms.  Arhivirano 2011-05-14 na Wayback Machine. Pridobljeno 6. marca 2011.
- The Great Soviet Encyclopædia, 3. izdaja (1970-1979).